# Salote Tupou III
Sālote Tupou III (Nukuʻalofa, 13 marzo 1900 – Auckland, 16 dicembre 1965) fu regina di Tonga dal 1918 al 1965.

## Biografia
Sālote Tupou III, figlia unica di re George Tupou II e di Lavinia Veiongo Fotu, nacque a Nukuʻalofa il 13 marzo del 1900. Alla morte della madre - il sovrano si risposò con 'Anaseini Takipo - dovette lasciare la capitale perché non benvoluta e ritornò prima del 1918, dato che, nonostante la nascita di una sorellastra, il trono spettava a lei in quanto primogenita, secondo la Costituzione che prevedeva la successione femminile.

### Il regno (1918-1965)

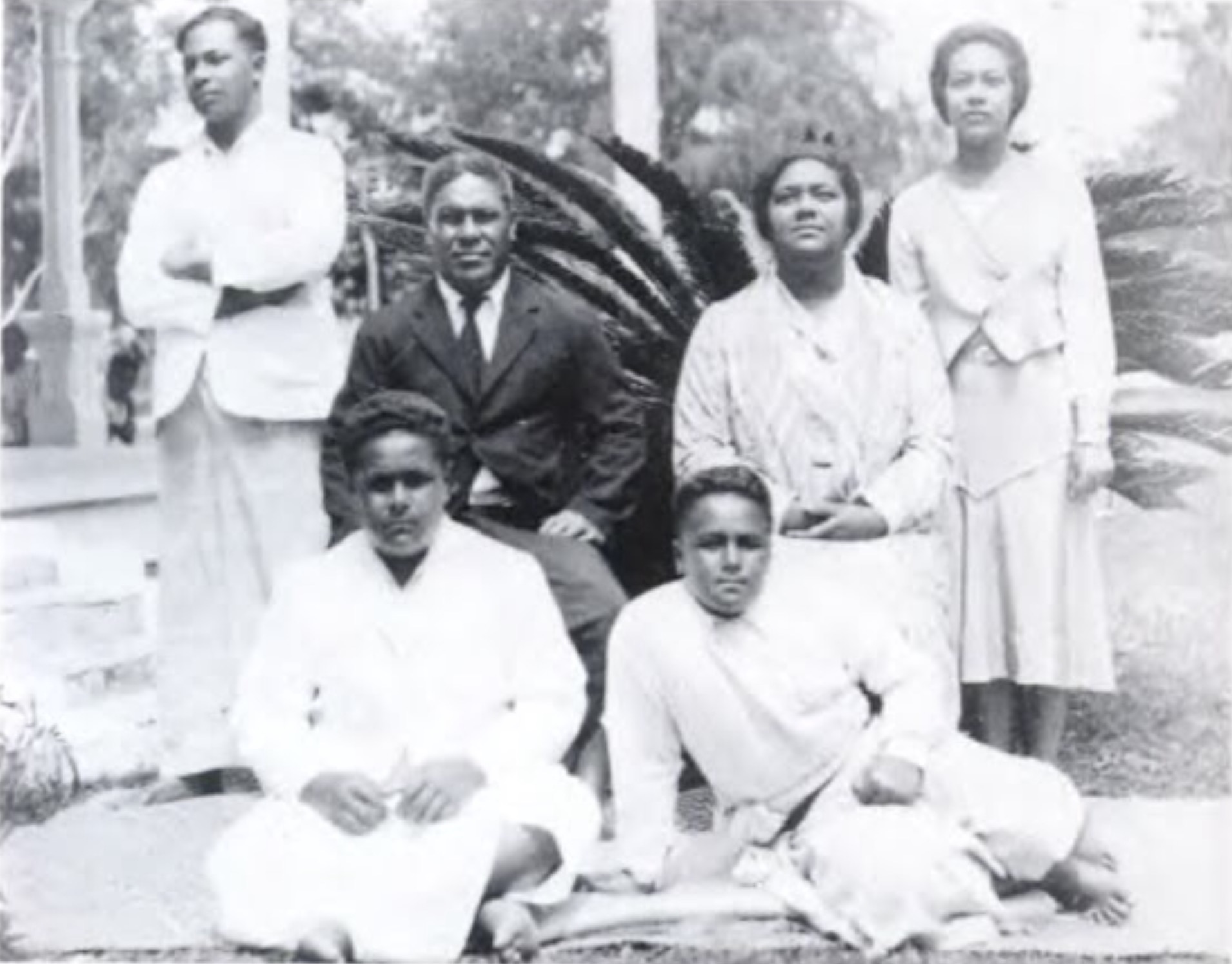
La regina Salote, il principe consorte Tungi e i figli, nel 1930

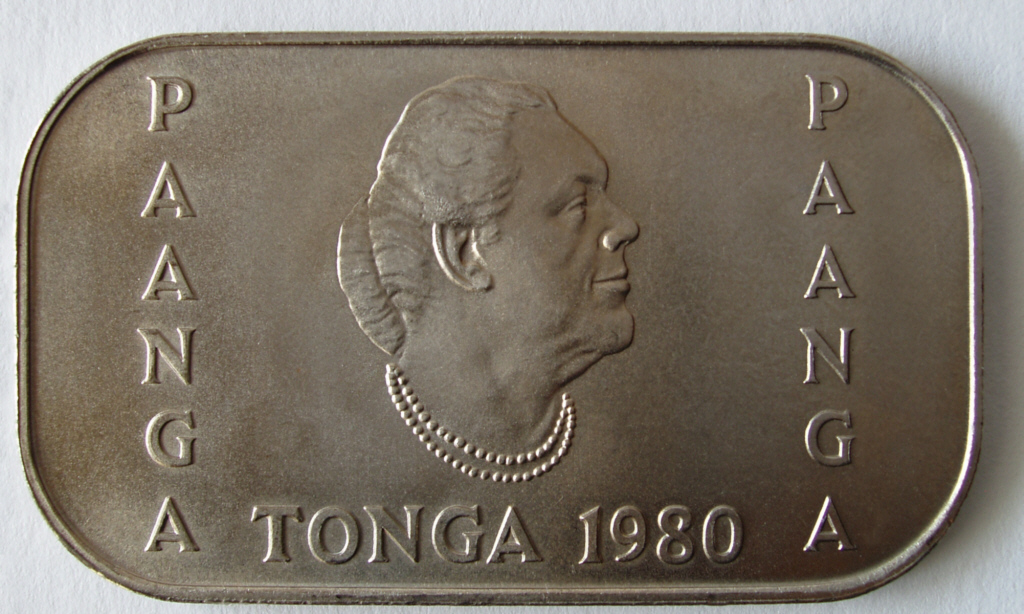
Paʻanga tongano con il profilo della regina Salote

Salote salì al trono il 5 aprile 1918 e fu solennemente incoronata il successivo 11 ottobre. Il 4 luglio dello stesso anno nacque l'erede Tāufaʻāhau Tupou IV, che le succederà alla sua morte. La diciottenne sovrana aveva sposato Viliami Tungī Mailefihi (1887-1941), che lei nominò principe consorte e da cui ebbe tre maschi e una femmina.
Salote (Carlotta) era nota per essere una delle pochissime regine regnanti nel mondo: dal 1918 al 1948 condivise tale primato con Guglielmina d'Olanda. Dal 1918 al 1930 le sovrane sul trono per proprio diritto erano Salote, Guglielmina, Zauditù, imperatrice d'Etiopia, la begum Jahan di Bhopal, la maharani di Travancore Sethu Lakshmi Bayi, Maria Adelaide e Carlotta di Lussemburgo. Dal 1949 al 1952 regnarono solo Salote e Giuliana d'Olanda e dal 1948 al 1965 Salote, Giuliana, Elisabetta II d'Inghilterra, Aloisia di Wallis (uniche regine) e, sole regnanti, con la granduchessa Carlotta di Lussemburgo.

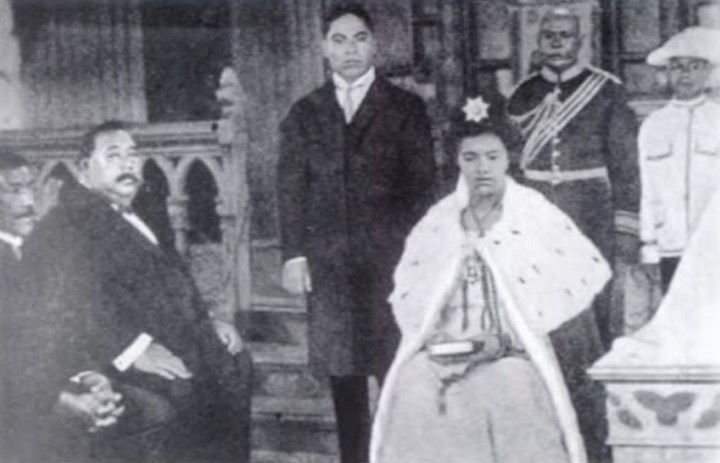
L'incoronazione della regina di Tonga Salote Tupou III (11 ottobre 1918)

Salote regnò in un periodo storico molto delicato, ma dimostrò subito intelligenza, fermezza di carattere, spirito moderno e lungimirante. Il suo legame alle tradizioni era, però, intenso e sovente indossava abiti di foggia tongana. Era d'aspetto gradevole e imponente (130 kg e alta quasi due metri, come tutti i componenti della famiglia reale) e di simpatico atteggiamento: per queste qualità era amatissima dai sudditi e nota all'estero. Nelle occasioni solenni, tuttavia, si ergeva nell'innata regalità, sempre al centro di ogni circostanza e situazione pubblica e privata.

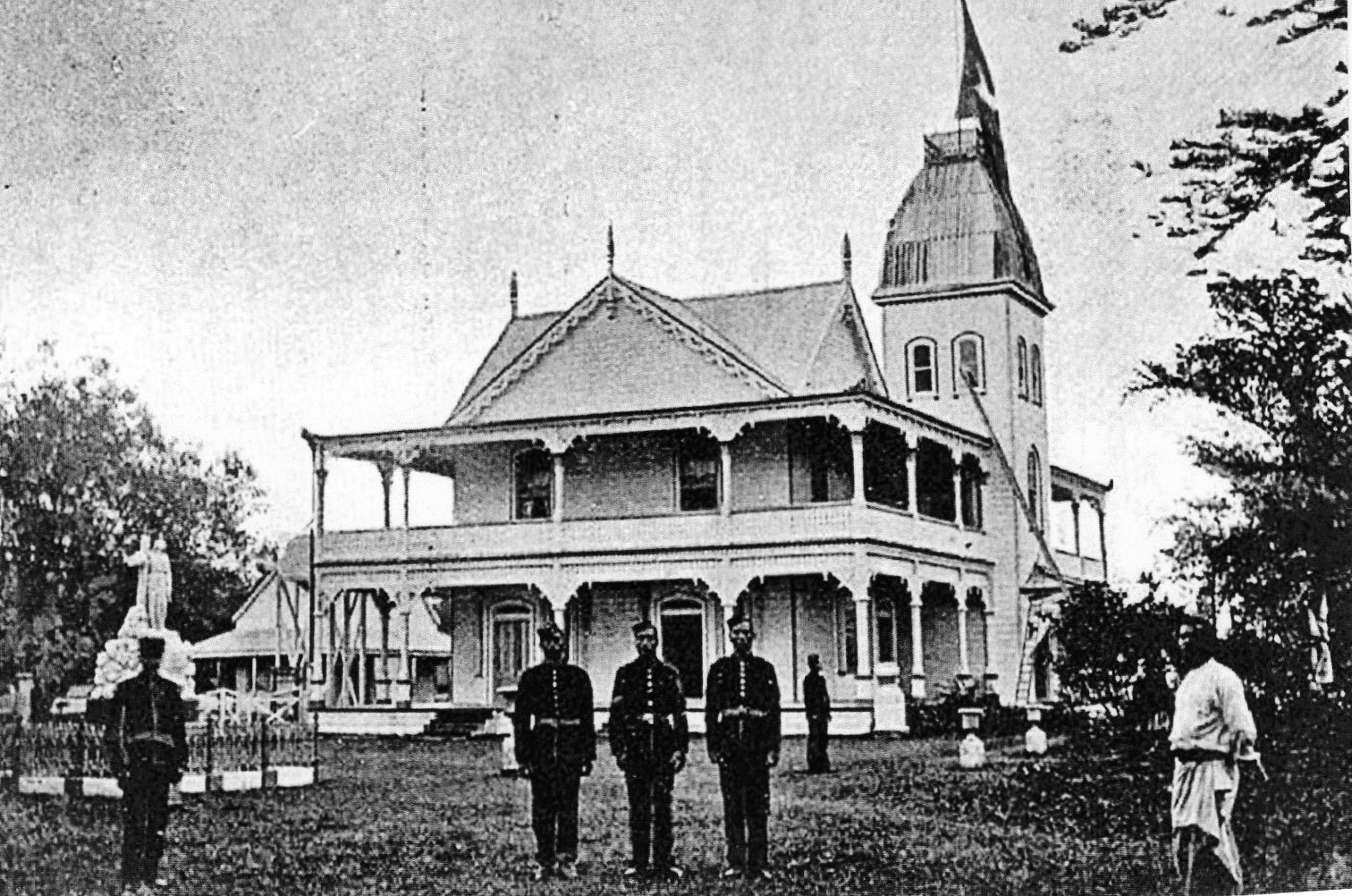
Il palazzo reale di Nukuʻalofa, con le guardie della regina Salote, in un'immagine degli anni trenta

La sovrana si preoccupò di affrontare seri problemi per migliorare la qualità di vita dei tongani, come l'ampliamento dei diritti delle donne e la costruzione di strade e di strutture sanitarie. Patrocinò, altresì, l'istituzione delle prime associazioni cristiane femminili e favorì la modifica della Costituzione. Dimostrò, inoltre, sagacia politica e temperamento artistico: scrisse poesie, brani musicali e preparò coreografie per danza e teatro. È stata la prima donna a ricevere la Gran Croce dell'Ordine di San Michele e San Giorgio britannico. Uno dei tanti esempi dell'adorazione dei tongani nei suoi confronti è un dipinto, conservato nella Chiesa libera wesleyana (Neiafu, isole Haʻapai), che la ritrae, quasi divinizzata o comunque degna, accanto a Gesù.
La regina fece realizzare nello Stato una efficiente rete stradale, nuove chiese, scuole, i restauri del palazzo reale a Nukuʻalofa, edifici pubblici governativi e sociali, il potenziamento dell'aeroporto e altre opere, al fine di modernizzare la capitale e le altre isole.
Il mondo occidentale si accorse improvvisamente dell'esistenza del remoto reame di Tonga il 2 giugno 1953, guardando il filmato dell'incoronazione della regina Elisabetta II d'Inghilterra. Il personaggio che tutti notarono nello sfarzoso corteo era proprio la vigorosa e sorridente Salote su una carrozza scoperta, sotto la pioggia, che salutava gli inglesi che applaudivano.

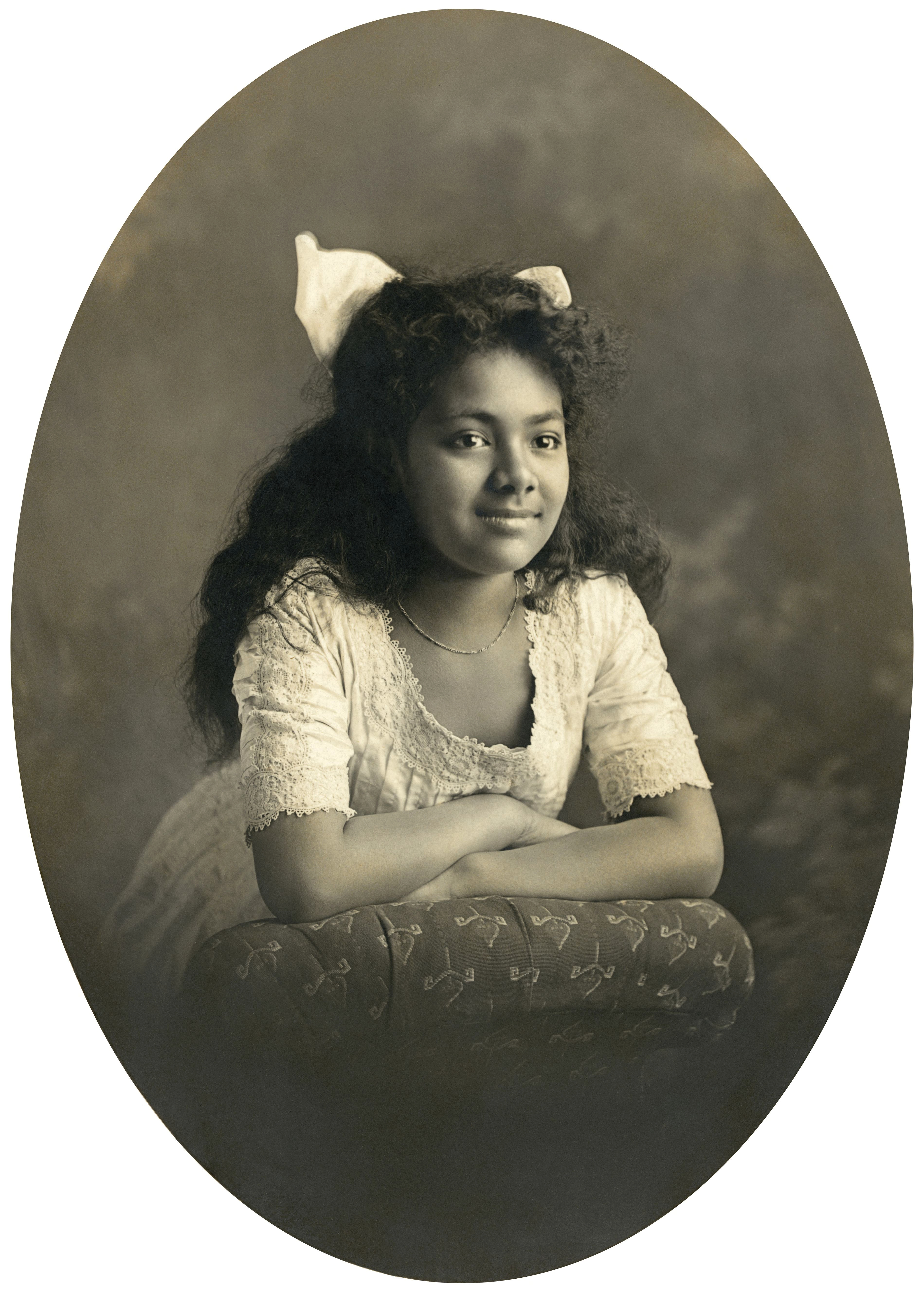
1908

Il rapporto con la Gran Bretagna, che aveva il protettorato sulle isole, era ottimo e i soldati tongani si erano uniti alle forze alleate durante il secondo conflitto mondiale. Nel 1953 la sovrana ricevette la regina inglese e il duca di Edimburgo nel loro tour nel Commonwealth.
La visita è ricordata da molte fotografie: curiosa quella delle due regine e del principe consorte che osservano Tu'i Malila, la quasi bicentenaria tartaruga reale, portata nell'isola nel 1777 dal capitano Cook.
Il 16 dicembre 1965 fu tristissimo per i tongani: nell'ospedale Aotea di Auckland Salote morì all'età di 65 anni dopo una lunga malattia. Rimpianta da tutti, fu sepolta nelle tombe reali di Mala'ekula, vicino ai sovrani che la precedettero. Le succedette il primogenito Tāufaʻāhau Tupou IV (1965-2006), sposato con la regina Halaevalu Mata'aho; gli subentreranno, dopo un lungo regno, i figli George Tupou V (2006-2012) e Tupou VI (2012).